# Мэри Поппинс возвращается
«Мэ́ри По́ппинс возвраща́ется» (англ. Mary Poppins Comes Back) — вторая книга Памелы Трэверс о Мэри Поппинс. Написана в 1935 году.

## Оглавление
В книге 10 глав, и каждая из них содержит отдельную историю, которые вместе связаны друг с другом только общими персонажами.
1. Змей (= Воздушный змей) (англ. The Kite)
2. Жаворонок мисс Эндрю (= Мисс Эндрю и её жаворонок) (англ. Miss Andrew’s Lark)
3. Тяжёлый день (= Злополучная среда) (англ. Bad Wednesday)
4. Шиворот-Навыворот (англ. Topsy-Turvy)
5. Ещё один (англ. The New One)
6. История Робертсона Эя (англ. Robertson Ay’s Story)
7. Парад-алле (англ. The Evening Out)
8. Шарик шарику рознь (англ. Balloons and Balloons)
9. Нелли-Рубина (англ. Nellie-Rubina)
10. Карусель (англ. Merry-go-round)

## Сюжет
Воздушный змей, которого запускали Джейн, Майкл и Сторож парка, чудесным образом превратился... в Мэри Поппинс. Она, как впрочем и всегда, появилась ниоткуда и совершенно неожиданно. Такая красивая и строгая, внимательная и аккуратная.

## Персонажи
- Мэри Поппинс — главная героиня книги. Серьёзная, строгая, чопорная дама, гувернантка Джейн и Майкла Бэнкс. Несмотря на свою внешнюю строгость и даже педантичность, она не лишена фантазии, иронии, доброты, непосредственности и волшебства.
- Джейн Кэролайн Бэнкс — девочка лет 8, дочка мистера и миссис Бэнкс. Обходительная, любопытная, иногда даже гордая, но добрая и внимательная.
- Майкл Джордж Бэнкс — младший брат Джейн, мальчик лет 6. Весёлый, озорной, шумный ребёнок, сладкоежка. Не лишён любознательности и иногда даже трогательности.
- Джон и Барби Бэнкс — близнецы. Одни из самых младших детей в семье. Весёлые и драчливые, но очень добрые и заботливые.
- Аннабел Бэнкс — младшая дочка мистера и миссис Бэнкс. В книге описывается ее появление на свет. На момент действия книги ей около нескольких месяцев.
- Мистер Джордж Бэнкс — папа Джейн, Майкла, Близнецов и Аннабел. Работник банка. Строгий человек, хотя иногда бывает в очень весёлом и возбуждённом настроении.
- Миссис Бэнкс — мама Джейн, Майкла, Близнецов и Аннабел. Домохозяйка. Любит чистоту, порядок, своих детей и мужа. Также обожает Мэри Поппинс, но иногда завидует ей и несколько побаивается.
- Миссис Клара Брилл — кухарка семейства Бэнкс. Недолюбливает Мэри Поппинс.
- Элин — горничная семейства Бэнкс. Обожает, когда дети выглядят «как с витрины в магазине».
- Робертсон Эй — работник семейства. Его недолюбливает мистер Бэнкс. Иногда помогает соседям, но чаще всего из-за переутомления спит где угодно. В прошлом был бродячим шутом и даже состоял на службе у одного из королей.
- Мисс Юфимия Эндрю — полная с виду старая дама. Бывшая гувернантка отца семейства. Женщина с крючковатым носом в фетровой шляпе с вуалью. Высокомерная, грубая, строгая дама. Имеет жаворонка Карузо. Заточила его в клетку, за что Мэри Поппинс её наказала, чудесным образом засунув её в клетку и с помощью Карузо сделав с ней сальто в воздухе. После этого мисс Эндрю убралась восвояси, совершенно изменившись.
- Ф. Смит — сторож парка, крайне нетерпеливый и «правильный» человек. Когда его ругают или он удивляется, то причитает: «Мне никогда не везло, даже когда я был мальчиком» или «Никогда ничего подобного не видел с тех пор, как был мальчиком». Очень любит во всём порядок и всегда хочет написать на Мэри Поппинс рапорт Лорд-мэру. Несмотря на это, очень любит детей и запускать воздушного змея.
- Старушка — пожилая продавщица воздушных шариков, на которых написаны имена тех, кто их купил. Хитренькая, но мудрая маленькая старушка с лицом, как грецкий орех.
- Нелей — мраморная статуя мальчика с Дельфином. Весёлый сын морского царя, друга Мэри Поппинс. Ожившая (с помощью Мэри Поппинс) статуя. Любит читать книги за спиной у людей, знает наизусть «Алису в Стране чудес», «Всё, что должна знать Истинная Леди», почти всего «Робинзона Крузо» и «Развесёлые Картинки».
- Карусельщик — друг Мэри Поппинс. Работает на карусели.

## Экранизации
- «Мэри Поппинс, до свидания» — советский художественный фильм 1983 года по сценарию Владимира Валуцкого, поставленный Леонидом Квинихидзе на киностудии «Мосфильм». В роли Мэри Поппинс — Наталья Андрейченко.
- «Мэри Поппинс возвращается» (англ. Mary Poppins Returns) — американский художественный фильм режиссёра Роба Маршалла, созданный на кинокомпании «Дисней». В роли Мэри Поппинс — Эмили Блант[1].